# دم‌بادبزنی آبی میندانائو
دم‌بادبزنی آبی میندانائو (نام علمی: Rhipidura superciliaris) نام یک گونه از سرده دم‌بادبزنی است.